# Phyllocnistis breynilla
Phyllocnistis breynilla är en fjärilsart som beskrevs av Liu och Zeng 1989. Phyllocnistis breynilla ingår i släktet Phyllocnistis och familjen styltmalar. Inga underarter finns listade i Catalogue of Life.